# Greta Keller

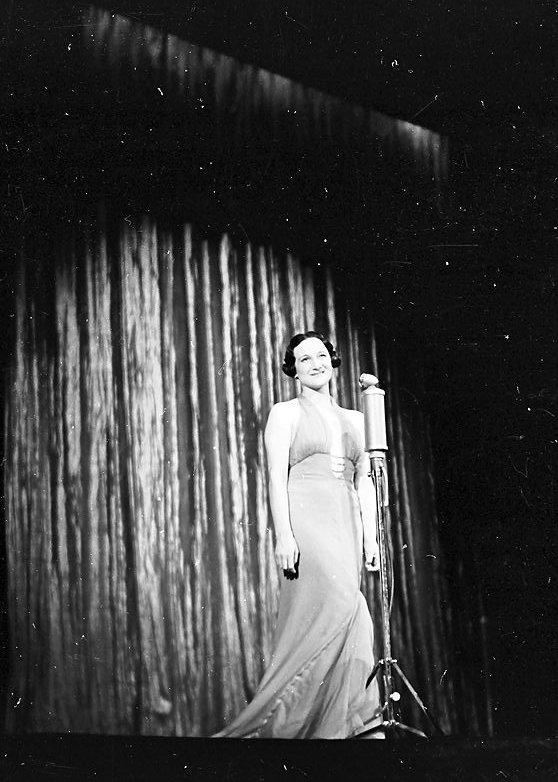
Greta Keller in der Berliner Scala, 1936

Greta Keller (* 8. Februar 1903 in Wien; † 4. November 1977 ebenda; eigentlich Margaretha Keller) war eine Chansonsängerin (Diseuse) österreichischer Herkunft, die internationale Bekanntheit erlangte.

## Leben
Greta Keller war die Tochter von Karl und Magdalena Keller, geb. Zausner. Früh erhielt sie Tanz- und Schauspielunterricht. Karriere machte sie jedoch in erster Linie als Rundfunk- und Schallplattenstar. 1916 debütierte sie am Wiener Volkstheater, danach spielte sie mit (der noch unbekannten) Marlene Dietrich in der Revue Broadway in den Wiener Kammerspielen. Angeblich soll sie hierbei dem späteren Weltstar ihre Gesangstechnik – mit rauer Stimme flüsternd zu singen – mitgegeben haben. Über Prag kam Keller nach Berlin und schließlich nach London und Paris.
1928 heiratete Greta Keller Joe Sargent und zog mit ihm nach Kalifornien, wo sie ein Haus am Rande Hollywoods bewohnten. Sie gastierte jedoch weiterhin in Europa. Sie sang in Paris und London und ging 1929 bei der Ultraphon unter Vertrag. Bald interessierte sich auch die BBC für sie, und 1932 trat sie zum ersten Mal in New York auf. Nach ihrer Scheidung von Sargent 1933 ging sie auf eine ausgedehnte Tournee durch Skandinavien. Einem Engagement im Wiener Ronacher folgte eines in der Scala in Berlin, wo Greta Keller auch mit Peter Igelhoff zusammenarbeitete. Von 1936 bis 1937 bestritt sie mit Peter Kreuder eine Deutschland-Tournee.
In zweiter Ehe heiratete Keller den US-amerikanischen Schauspieler David Bacon, der 1943 ermordet wurde. Der Mord ist bis heute nicht aufgeklärt. Sie war zu dieser Zeit schwanger von ihm, und ihre Schwangerschaft war bereits in einem fortgeschrittenen Stadium. Sie brach bei der Nachricht seiner Ermordung zusammen und verlor dadurch später das Kind. Während des Zweiten Weltkriegs nahm sie sich einen Wohnsitz in New York. Erst nach 1945 lebte sie auch wieder in Europa. Im St. Moritzer Palace-Hotel eröffnete sie den Nachtclub „Chez Greta“, in dem sie auch jahrelang erfolgreich konzertierte. Und zu Beginn der 1960er-Jahre brachte ihr der New Yorker Club „The Waldorf Keller“ im Waldorf Astoria den lang ersehnten Ruhm sowie prominente Gäste und Besucher, zum Beispiel den damaligen New Yorker Bürgermeister John Lindsay und die Politiker Kurt Waldheim und Willy Brandt.

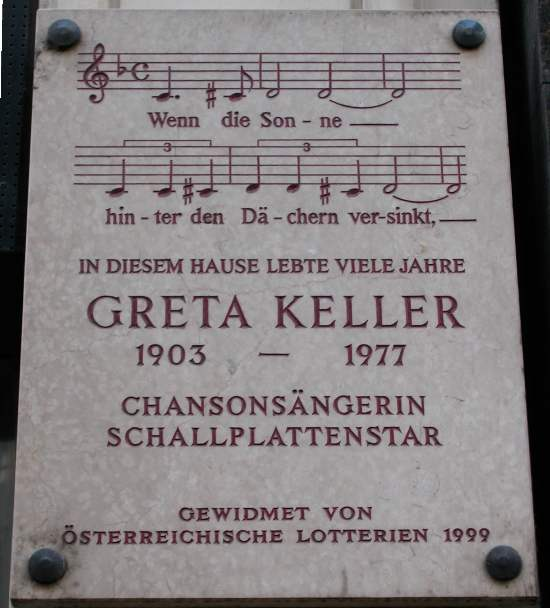
Gedenktafel für Greta Keller am Haus ihres letzten Wohnsitzes in der Wiener Singerstraße 12

Noch bis kurz vor ihrem Tod gastierte Keller auf Bühnen in Europa und Amerika. Ab 1973 arbeitete und reiste Keller zusammen mit ihrem Lebensgefährten Wolfgang Nebmaier. Dieser produzierte auch ihre letzte Schallplatte für Preiser Records und sorgte schließlich dafür, dass der gesamte Nachlass Greta Kellers dem Deutschen Kabarettarchiv in Mainz übergeben wurde. Wolfgang Nebmaier lebt heute in Southern Oregon.
Als eine der ersten Künstlerinnen schöpfte Keller die erweiterten Möglichkeiten des Mikrofons für die künstlerische Gestaltung von Chansons aus. Ihre dunkel timbrierte Stimme schuf Intimität und war feinster Nuancen zwischen Leidenschaft, Wehmut und Ironie fähig. Sie verfügte über ein großes Repertoire, angefangen von Wiener Liedern über das französische Chanson bis hin zu Jazz-Standards und sogar einigen klassischen Liedern. Keller hat viele Hundert Lieder, Schlager und Chansons in zahlreichen Sprachen auf Schallplatte eingesungen. Bezeichnenderweise erschien ein von ihr gestaltetes Kochbuch in den USA mit der Ankündigung „Die Keller singt in fünf Sprachen und kocht in fünfzehn.“ Viele ihrer Aufnahmen wurden auf CD wiederveröffentlicht.
Das ihr ehrenhalber gewidmete Grab befindet sich auf dem Wiener Zentralfriedhof (Gruppe 40, Nummer 53). Seit 2007 ist mit der Greta-Keller-Gasse in Wien-Liesing (23. Bezirk) eine Straße nach ihr benannt.
Im Film Cabaret von 1972 ist Kellers Stimme aus dem Off mit dem Lied „Heirat“ zu hören.
Am 4. November 2002 gestaltete die Komödie am Kai anlässlich von Kellers 25. Todestag einen in ihren Lebenslauf integrierten Chanson-Abend unter dem Titel Thanks for the Memory, von dem eine Videokassette produziert wurde.
Im September 2012 hatte das Theaterstück Bon Voyage von Rupert Henning im Wiener Volkstheater Premiere, ein Chanson-Abend mit Kellers Liedern nach einer Idee von André Heller; Andrea Eckert war die Uraufführungsbesetzung in dem Ein-Personen-Stück.
Zum 35. Todestag von Greta Keller am 4. November 2012 präsentierte die Komödie am Kai eine leicht abgeänderte Version des Chanson-Abends von 2002 unter dem Titel Remember me.

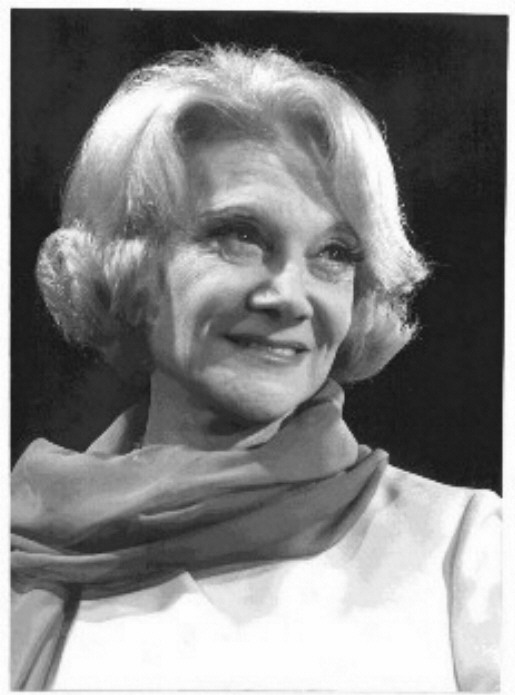
Greta Keller ca. 1968

## Diskografie (Auswahl)
Schellackplatten:

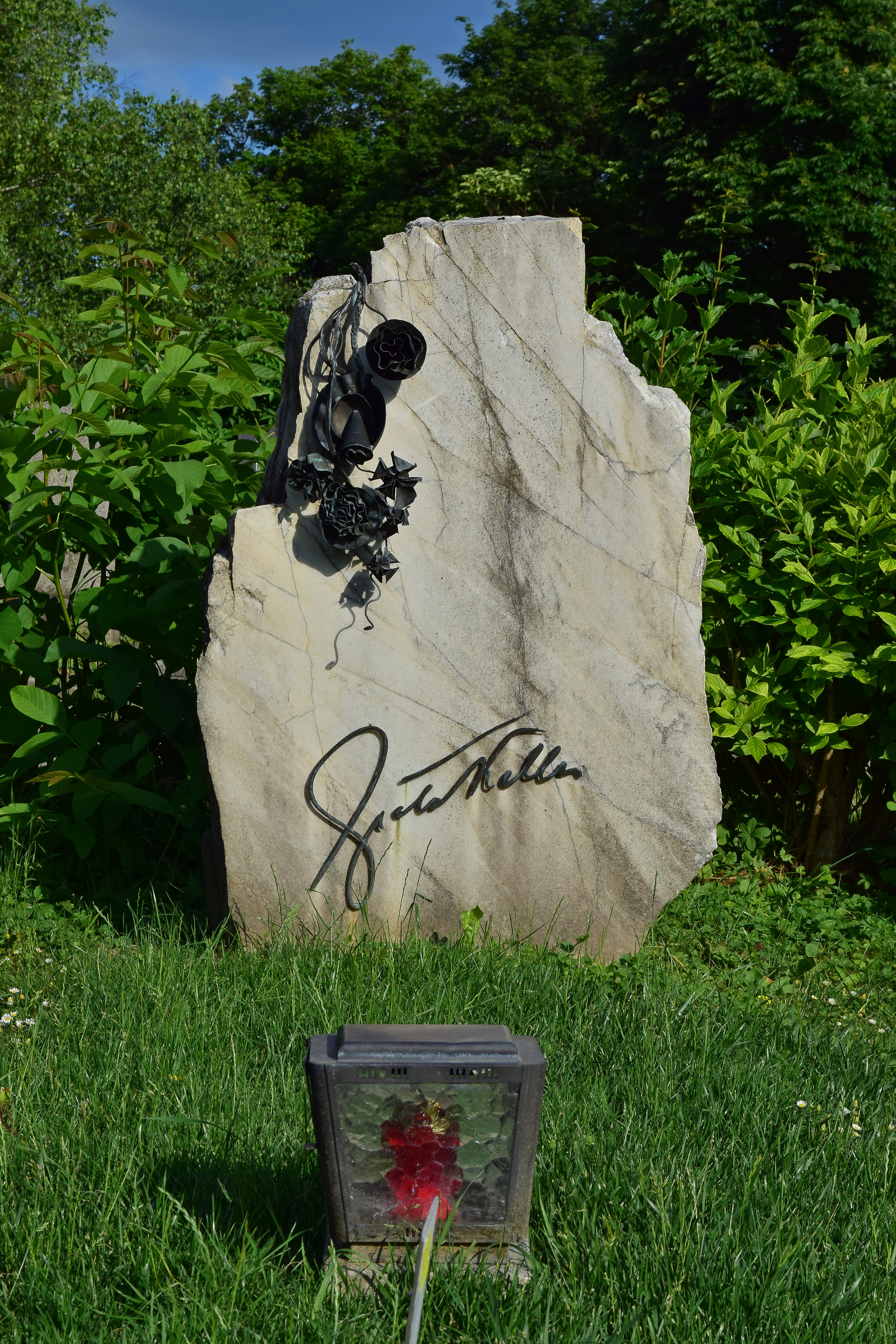
Grab von Greta Keller am Wiener Zentralfriedhof

- 1935: Zwischen heute und morgen (Foxtrot), Text: Hans Fritz Beckmann, Musik: Peter Kreuder / Ausgerechnet du! (Slowfox), Text: Hans Fritz Beckmann, Musik: Herbert Borders. Begleitung: Peter Kreuder und Orchester – Telefunken Best.-Nr. A 1845 (Matr.- Nr. 20842/49, aufgenommen im Juni 1935)
- 1936: Sag' beim Abschied leise Servus / Das is a Wein!, aus dem Film Burgtheater, Text: Harry Hilm, Musik & Begleitung: Peter Kreuder und seine Solisten (B-Seite: Text: Fritz Löhner-Beda, Musik: Willy Engel-Berger) – Telefunken Best.-Nr. A 2081 = TA 512 (Matr.-Nr. 21513/14, aufgenommen im November 1936)

Langspielplatten:
- 1953: Greta Keller sings Kurt Weill, Ten Inch LP, SWOBC, Cool Burt Goldblatt Cover Art Atlantic als 405M
- ca. 1960: Greta Keller, Das Schönste von damals ([Wiederveröffentlichung von Aufnahmen aus den Jahren] 1935–1938), Telefunken HT-P 500, mit Peter Kreuder und Orchester
- 1975: In Concert 1975, Original recorded live in New York 1972. Stanyan: SR10041
- 1977: Erinnerungen, RCA international 42053